# Fonno
Pour l’article ayant un titre homophone, voir Fono (homonymie).
Fonno est une île norvégienne dans le comté de Hordaland. Elle appartient administrativement à Fitjar.

## Géographie
Rocheuse et couverte d'une légère végétation, à fleur d'eau, elle s'étend sur environ 4,684 km de longueur pour une largeur approximative de 2,030 km. 